# ووهانتشیتسه
ووهانتشیتسه (به لاتین: Vohančice) یک منطقهٔ مسکونی در جمهوری چک است که در شهرستان برنو-ونکوو واقع شده‌است. ووهانتشیتسه ۳٫۳۹ کیلومتر مربع مساحت و ۱۷۰ نفر جمعیت دارد و ۳۲۴ متر بالاتر از سطح دریا واقع شده‌است.